# San Bernabé de las Canteras
San Bernabé de las Canteras är en ort i Mexiko.   Den ligger i kommunen Tarímbaro och delstaten Michoacán de Ocampo, i den södra delen av landet, 220 km väster om huvudstaden Mexico City. San Bernabé de las Canteras ligger 1 911 meter över havet och antalet invånare är 1 688.
Terrängen runt San Bernabé de las Canteras är varierad. Runt San Bernabé de las Canteras är det tätbefolkat, med 411 invånare per kvadratkilometer. Närmaste större samhälle är Morelia, 7,6 km söder om San Bernabé de las Canteras. I omgivningarna runt San Bernabé de las Canteras växer huvudsakligen savannskog.